# NGC 5480
NGC 5480 est une galaxie spirale située dans la constellation de la Grande Ourse. Sa vitesse par rapport au fond diffus cosmologique est de 2 045 ± 10 km/s, ce qui correspond à une distance de Hubble de 30,2 ± 2,1 Mpc (∼98,5 millions d'al). NGC 5480 a été découverte par l'astronome germano-britannique William Herschel en 1787.
La classe de luminosité de NGC 5480 est III et elle présente une large raie HI.
À ce jour, une quinzaine de mesures non basées sur le décalage vers le rouge (redshift) donnent une distance de 23,747 ± 5,947 Mpc (∼77,5 millions d'al), ce qui est à l'intérieur des valeurs de la distance de Hubble. Notons cependant que c'est avec la valeur moyenne des mesures indépendantes, lorsqu'elles existent, que la base de données NASA/IPAC calcule le diamètre d'une galaxie et qu'en conséquence le diamètre de NGC 5480 pourrait être d'environ 15,3 kpc (∼49 900 al) si on utilisait la distance de Hubble pour le calculer.

## Supernova
La supernova SN 1988L a été découverte dans NGC 5480 le 7 avril 1988 conjointement par Saul Perlmutter et Carlton R. Pennypacker dans le cadre du programme BASS (Berkeley Automated Supernova Search) ainsi que par James R. Graham et B. T. Soifer de l'Institut de technologie de Californie. Cette supernova était de type Ic.

## Groupe de NGC 5448
Selon A.M. Garcia, la galaxie NGC 5480 fait partie du groupe de NGC 5448. Ce groupe de galaxies compte au moins neuf membres. Les autres galaxies du groupe sont NGC 5425, NGC 5448, NGC 5477, NGC 5481, NGC 5500, NGC 5520, UGC 9056 et UGC 9083.
NGC 5480 et NGC 5481, sa voisine sur la sphère céleste, forment une paire de galaxies.